# Pulmonologia

Schematyczny rysunek układu oddechowego

Pulmonologia, pneumonologia – dział medycyny zajmujący się diagnostyką, leczeniem i profilaktyką chorób układu oddechowego.

## W Polsce
W Polsce lekarze pulmonolodzy są szkoleni w ramach dwóch specjalizacji: choroby płuc i choroby płuc dzieci. Obie specjalizacje trwają sumarycznie 5 lat, choroby płuc składają się z 2 lat modułu podstawowego z chorób wewnętrznych i 3 lat modułu specjalistycznego z chorób płuc, choroby płuc dzieci zaś składają się z 3 lat modułu podstawowego z pediatrii i 2 lat modułu specjalistycznego z chorób płuc dzieci. Choroby płuc to jedna z wzajemnie uznawanych specjalizacji w krajach Unii Europejskiej. Konsultantem krajowym chorób płuc od 5 września 2023 roku jest dr n. med. Małgorzata Czajkowska-Malinowska, a chorób płuc dzieci od 21 czerwca 2018 roku dr n. med. Andrzej Pogorzelski.